# 阿爾頓 (伊利諾伊州)
阿爾頓（英語：Alton）是一個位於美國伊利諾伊州麥迪遜縣的城市。

## 地理
阿爾頓的座標為38°54′02″N 90°09′35″W / 38.90056°N 90.15972°W，而該地的平均海拔高度為150米（即492英尺）。

## 人口
根據2010年美國人口普查的數據，阿爾頓的面積為43.35平方千米，當中陸地面積為40.07平方千米，而水域面積為3.28平方千米。當地共有人口27865人，而人口密度為每平方千米642.79人。